# Михаил Цвик
Михаил Цвик е руски журналист и латвийски журналист, поет, драматург, сценарист и писател, автор на произведения в жанровете криминален роман, драма и любовен роман. В България е издаван и като Михаел Цвик.

## Биография и творчество
Михаил Миронович Цвик е роден на 4 юли 1893 г. в Лиепая, Латвия (тогава в Руската империя). Има еврейски произход.
В началото на 1910-те години започва активно да пише в различни вестници в Санкт Петербург. След Февруарската революция става секретар на Комитета на журналистите при Временното правителство на Керенски. На 25 февруари 1918 г. става член на Московското дружество на руските драматурзи и композитори. През 1919 той напуска Съветска Русия и отива в Латвия, която провъзгласява независимост. На 7 септември 1919 г. става доброволец в латвийската армия и участва във военни действия срещу войските на Бермон-Авалов в близост до мост над Западна Двина (Даугава), където през октомври 1919 г. е ранен и я напуска на 15 януари 1921 г. След войната става член на Дружеството на еврейските освободители на Латвия.
Публикува в различни латвийски периодични издания, вкл. в списанията „Свободная мысль“, „Рижский курьер“, „Рижский огонёк“, „Театр и жизнь“. Подписва се като Михаил Миронов. През 1923 г. е публикуван първият му поетичен сборник.
В края на 1920-те години отива в Берлин, където активно развива писателската си кариера. Пише сценарии за „Nivo-film“. Автор е също на повече от 30 криминални романа на руски, както и на немски и латвийски. След идването на власт на нацистите се връща в Латвия, където пише във вестник „Сегодня“ в Лиепая. От 1938 г. всички негови произведения са забранени за публикуване в СССР.
Автор е на общо 32 романа (от които 24 са на немски, 4 на латвийски и 4 на руски), 500 разказа, и голям брой стихотворения. Неговите пиеси (написани под името на Михаил Миронов) са поставени в Санкт Петербург, Нижний Новгород, Вологда, Ярославл, Харбин, Рига и Лиепая.
Михаил Цвик е разстрелян като евреин през юли 1941 г. в Лиепая.

## Произведения
частична библиография
- Слова на палитре (1923)
- Седые волосы (1929)
- Apburošais dēkainis (1937)
- Laimes pēdās, В поисках счастья (1937)
Борба за щастие, изд. сп. „Домакиня и майка“ (1939), прев. Лилия Георгиева-Левенсон
По дирите на щастието, изд. „Боивест“ (1993), прев.
- Zem Parīzes debesīm, Под небом Парижа (1937)
- Bezbailīgie, Бесстрашные (1938)
- Очаровательный проходимец (1938)
- Браслет Тутанхамона (?)
- Роковая ошибка (?)

В България са издадени още
- Близнаци, изд.: ИК „Хермес“, Пловдив (1993), прев. Д. Бойков
- Приказки за жени, изд. 1940 г., изд. „Стрелец прима“ Пловдив (1993), прев. Георги Ковачев
- Аз обичам двама мъже..., изд. „Стрелец Прима“ (1993), прев.